# Weil am Rhein
Weil am Rhein è una città tedesca situata lungo la sponda orientale del fiume Reno, vicino al punto d'incontro tra i confini territoriali tedesco, francese e svizzero. La città si trova nel punto più a sud-ovest della Germania, a pochi chilometri da Basilea e dall'Alsazia.
Appartiene al circondario (Landkreis) di Lörrach (targa LÖ).

## Geografia fisica
Weil am Rhein è situata nel distretto di Lörrach, nella regione del Baden-Württemberg. 
I confini urbani toccano la Francia, all'ovest, e la Svizzera, al sud. Weil am Rhein è situata nell'area geografica nota come Markgräflerland, prossima alla Foresta Nera e caratterizzata da un clima continentale mite, adatto specialmente alla viticoltura. La città è collegata alla cittadina francese di Huningue tramite un ponte pedonale sul Reno chiamato ponte dei Tre Paesi.

## Storia
Le prime testimonianze della città risalgono all'anno 786, quand'era nota come Willa, nome di probabile origine romana. L'agricoltura ha sempre avuto un peso preponderante nell'economia della città, perlomeno fino al diciannovesimo secolo, quando ha cominciato a svilupparsi dal punto di vista industriale, soprattutto grazie ai favorevoli collegamenti di trasporto con Francia e Svizzera. Molte fabbriche svizzere del settore tessile si sono impiantate nel quartiere di Friedlingen nel corso degli anni, favorite dalla costruzione di un importante porto sul Reno. Dopo la seconda guerra mondiale, la popolazione locale è cresciuta sensibilmente, a causa dell'afflusso di numerosi rifugiati e apolidi. Fra il 1971 e il 1975 le comunità territoriali di Ötlingen, Haltingen e Märkt sono state integrate a Weil am Rhein, così da diventare una vera e propria città.

### Simboli
Fino al XVIII secolo, il comune di Weil portava nei suoi sigilli un falcetto da vignaiolo e l'iniziale "W". La figura del falcetto fu sostituita nel 1811 da un grappolo d'uva. Dopo l'elevazione a città nel 1929, il grappolo fu inserito in uno scudo araldico. A partire dal 1952, la città si adoperò per una definizione ufficiale dello stemma che venne formalmente assegnato il 6 agosto 1962 assieme alla bandiera costituita da un drappo partito di bianco e di azzurro.
L'uva è un riferimento alla produzione vitivinicola locale mentre la fascia ondata rappresenta il fiume Reno che costeggia la città.

## Monumenti e luoghi d'interesse
- Vitra Design Museum
- Parco acquatico Laguna

## Geografia antropica
Questa città di trentamila abitanti, pur essendo tedesca, è parte integrante dell'agglomerazione urbana di Basilea.

## Amministrazione

### Gemellaggi
Weil am Rhein è gemellata con:
- Bognor Regis, dal 1987
- Huningue, dal 1962
- Trebbin, dal 1990